# Méi Lánfāng
Mei Lanfang (梅兰芳), nato Méi Lán (Pechino, 22 ottobre 1894 – Pechino, 8 agosto 1961) è stato un attore teatrale cinese.
Nato nella provincia del Jiangsu, discendeva da una famiglia di grandi attori. Divenne famoso soprattutto per i suoi ruoli femminili nell'Opera di Pechino. Ebbe anche un ruolo importante nel mantenimento della tradizione dell'opera Kūnqǔ.
Debuttò all'età di 11 anni, e riscosse immediatamente successo a Shanghai, nel 1912. A soli diciotto anni partecipò ad un sondaggio di un giornale dove fu votato da più di 270.000 spettatori, guadagnandosi così il titolo di "re degli attori".
Contro chi lo vedeva fisicamente fragile, Lanfang contrappose un severo allenamento corporeo che gli permise non solo di svolgere ruoli molto difficili (si specializzò nel personaggio della "dan", ruolo femminile, generalmente interpretato da uomini abili nel canto in falsetto, nelle acrobazie e nei combattimenti), ma anche di restare nello spettacolo negli anni più maturi.
Nel 1912, con la trasformazione dell'impero in Repubblica di Cina, il ruolo del teatro passò da puro svago a vero evento culturale, sostenuto dalla borghesia cinese. In questo nuovo clima di rinnovamento che si era andato formando, competitivo con le culture europee, Lanfang trovò terreno fertile per le proprie idee. Creò così un nuovo stile teatrale che fu chiamato "teatro in costume antico". La maggior parte dei testi messi in scena erano storie danzate con antichi costumi storici, adattate a coreografie molto note dell'antica Cina. Attorno a lui si raccolsero numerosi intellettuali e artisti che lo volevano conoscere ed incoraggiarlo in questa nuova scelta artistica. Uno tra questi fu il drammaturgo Qi Rushan, che divenne molto amico di Lanfang e per lui scrisse numerosi testi, accompagnandolo nelle varie tournée.
Questi generi ebbero subito un notevole successo, incrementando così la fama di Mei Lanfang.
La sua fama si impose dopo le varie tournée che fece all'estero: fu infatti il primo attore cinese a svolgerne. Tra le tante tappe fu in Giappone nel 1919 e negli Stati Uniti nel 1930, toccando le città di New York, Las Vegas e Chicago.
Con l'arrivo della seconda guerra mondiale decise di trasferirsi con la sua famiglia a Shanghai. Qui nel 1934 venne invitato in Russia per una tournée. Nel 1952 fu premiato al Festival dell'opera tradizionale cinese, dove gli vennero riconosciuti ufficialmente i suoi meriti artistici.
Grazie al suo talento venne a contatto con i maggiori esponenti del mondo teatrale e del cinema russo: Stanislavskij, Mejerchol'd, Ėjzenštejn. Molti rimasero entusiasti delle sue dimostrazioni e alcuni ne presero spunti per perfezionare le proprie tecniche, come il drammaturgo tedesco Brecht. Quest'ultimo, prendendo a modello alcune tecniche di recitazione dell'attore cinese, ampliò il suo concetto di "straniamento".
Morì l'8 agosto 1961, a causa di alcuni problemi di cuore.